# Zemenó
Zemenó, en grec moderne : Ζεμενό, est un village du dème de Dístomo-Aráchova-Antíkyra, dans le district régional de Béotie, en Grèce-Centrale.
Selon le recensement de 2011, la population du village s'élève à 32 habitants.